# 크리스 터커
크리스토퍼 "크리스" 터커(영어: Christopher "Chris" Tucker, 1971년 8월 31일 ~ )는 미국의 배우이다.

## 출연 작품
- 러시아워
- 러시아워2
- 러시아워3
- 제5원소 - 루비 로드 역
- 머니 토크